# Sami Al-Najei
Sami bin Khalil bin Nasser Al-Najei (Jizã, 7 de fevereiro de 1997) é um futebolista saudita que atua como meio-campo. Atualmente joga no Al-Nassr.

## Carreira no clube

### Al-Nassr
Em 2016, Al-Nassr trouxe Al-Najei para o time titular. Em 8 de maio de 2016, Al-Najei estreou como reserva aos 74 minutos contra o Ittihad e marcou seu primeiro gol. 5 dias depois, ele jogou sua segunda partida contra o Al-Shabab.
No dia 20 de outubro de 2016, Al-Najei fez sua primeira partida da temporada contra o Ittihad substituindo Yahya Al-Shehri aos 58 minutos, mas levou o cartão amarelo na partida. Em 21 de dezembro de 2016, Al-Najei marcou seu primeiro gol da temporada contra o Al-Fateh aos 53 minutos. Em 1º de janeiro de 2017, ele jogou sua primeira partida entre os 11 titulares contra o Ettifaq FC. Em 14 de março de 2017, ele recebeu o segundo cartão amarelo contra o Al-Raed.

## Carreira internacional
Em 14 de janeiro de 2017, Al-Najei fez sua estreia contra o Camboja aos 76 minutos em um amistoso, a partida terminou em 7–2 para os sauditas.

### Gols pela seleção
| Nº | Data                  | Local                                                 | Oponente | Placar | Resultado | Competição                                      |
| -- | --------------------- | ----------------------------------------------------- | -------- | ------ | --------- | ----------------------------------------------- |
| 1. | 12 de outubro de 2021 | Cidade dos Esportes Rei Abdullah Gidá, Arábia Saudita | China    | 1–0    | 3–2       | Eliminatórias para a Copa do Mundo FIFA de 2022 |
| 2. | 12 de outubro de 2021 | Cidade dos Esportes Rei Abdullah Gidá, Arábia Saudita | China    | 2–0    | 3–2       | Eliminatórias para a Copa do Mundo FIFA de 2022 |

## Títulos
Al-Nassr
- Supercopa da Arábia Saudita: 2020
- Liga dos Campeões Árabes: 2023